# Nizina

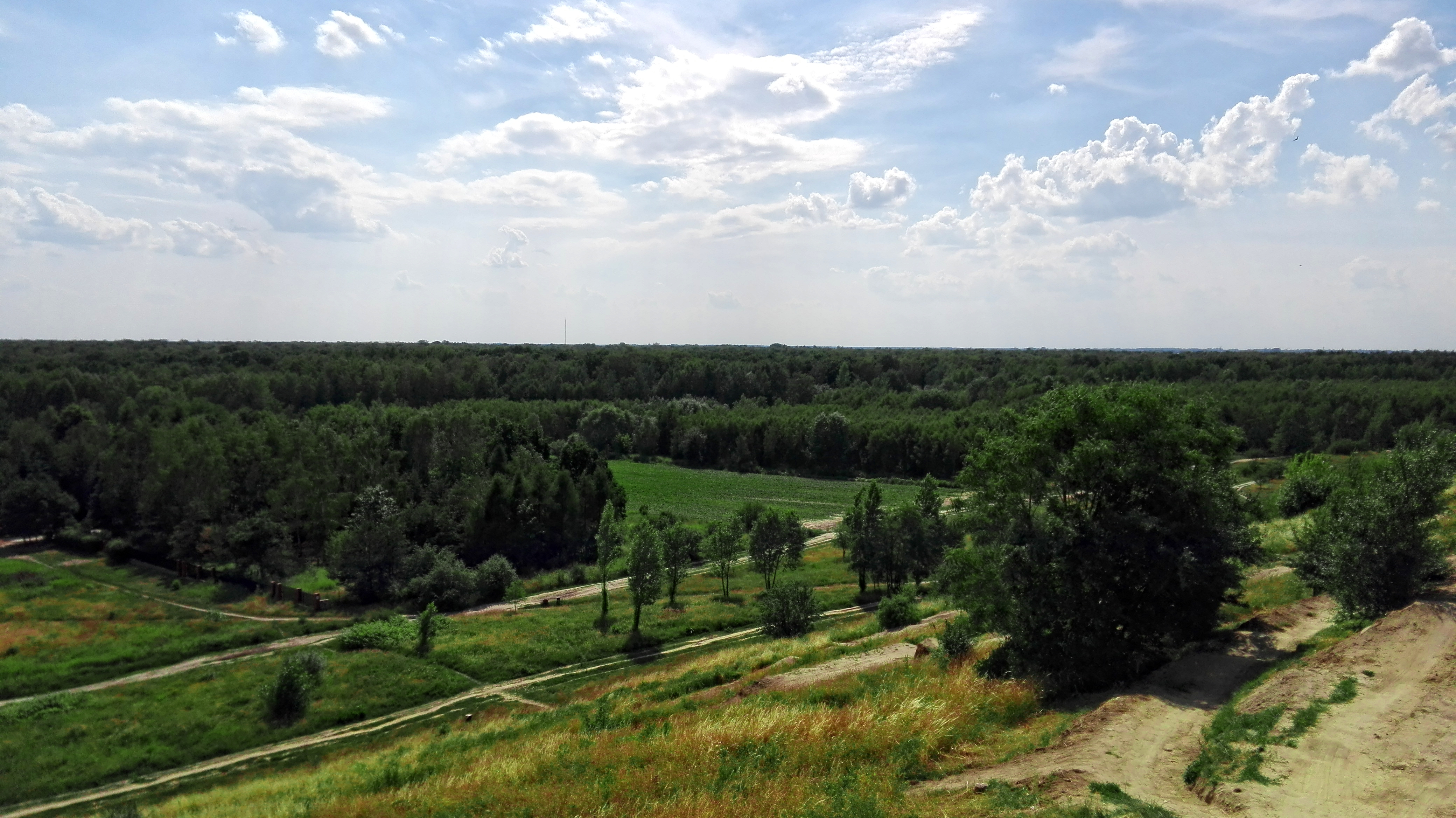
Nizina

Nizina – równinna lub prawie równinna wielka forma ukształtowania terenu, obszar leżący na wysokości od 0 do 300 m n.p.m.
Niziny stanowią 1/3 powierzchni wszystkich kontynentów. Rozległe obszary nizinne noszą nazwę niżu. Na mapie hipsometrycznej oznaczone są jasnozielonym kolorem.

## Klasyfikacja nizin
Uwzględniając ich położenie na kontynentach można wydzielić niziny:
- podbrzeżne,
- kontynentalne.

Biorąc pod uwagę kryterium wysokościowe, można je podzielić na:
- obszary płaskie,
- obszary faliste o deniwelacjach do 30 m,
- niziny pagórkowate o deniwelacjach do 60 m.

Biorąc pod uwagę kryterium genetyczne można je podzielić na:
- pochodzenia morskiego – zajmują brzeżne części kontynentów, są zróżnicowane pod względem wysokości względnych w związku z procesami tektonicznymi,
- pochodzenia rzecznego (fluwialne) – związane z działalnością rzek, mają najczęściej charakter akumulacyjny, ich powstanie związane jest z przemieszczaniem się koryt rzecznych po obszarze nizinnym oraz z wielkimi powodziami, np.:
  - Nizina Amazonki,
  - Nizina Gangesu,
  - Missisipi,
  - niziny syberyjskie,
- pochodzenia lodowcowego i fluwioglacjalnego – to głównie rozległe moreny denne i równiny sandrowe,
- pochodzenia eolicznego – związane z obszarami pustynnymi i działalnością wiatru.

## Niziny świata
- Europa:

Padańska, Francuska, Angielska, Północnoniemiecka, Polska (Śląska, Południowowielkopolska, Mazowiecka, Podlaska), Węgierska, Wołoska, Czarnomorska, Nadkaspijska, Naddnieprzańska, Ocko-Dońska, Wschodnioeuropejska, Nizina Podolska, Nizina Ciechocińska, Nizina Nadwołżańska.
- Azja:

Kubańska, Zachodniosyberyjska, Północnosyberyjska, Kołymska, Turańska, Mezopotamia, Indusu, Gangesu, Równina Korat, Chińska, Mandżurska
- Ameryka Północna:

Zatokowa, Atlantycka, Centralna, Hudsona.
- Ameryka Południowa:

Orinoko, Amazonki, La Platy.
- Australia:

Nullarbor, Środkowoaustralijska
- Afryka:

Akan, Nizina Zachodnioafrykańska (Senegalska)